# Walvisstranding

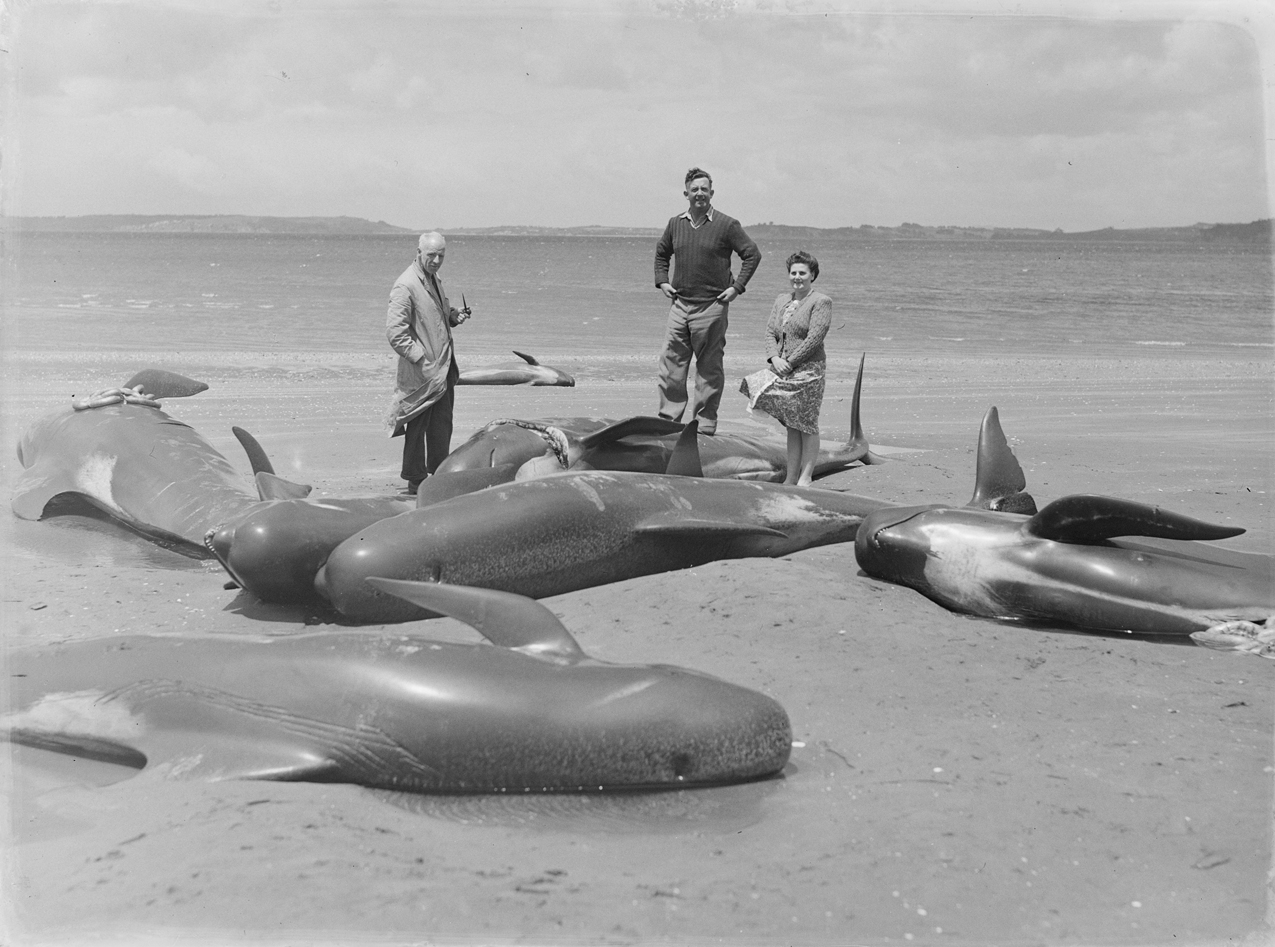
Een groep aangespoelde walvissen (omstreeks 1940).

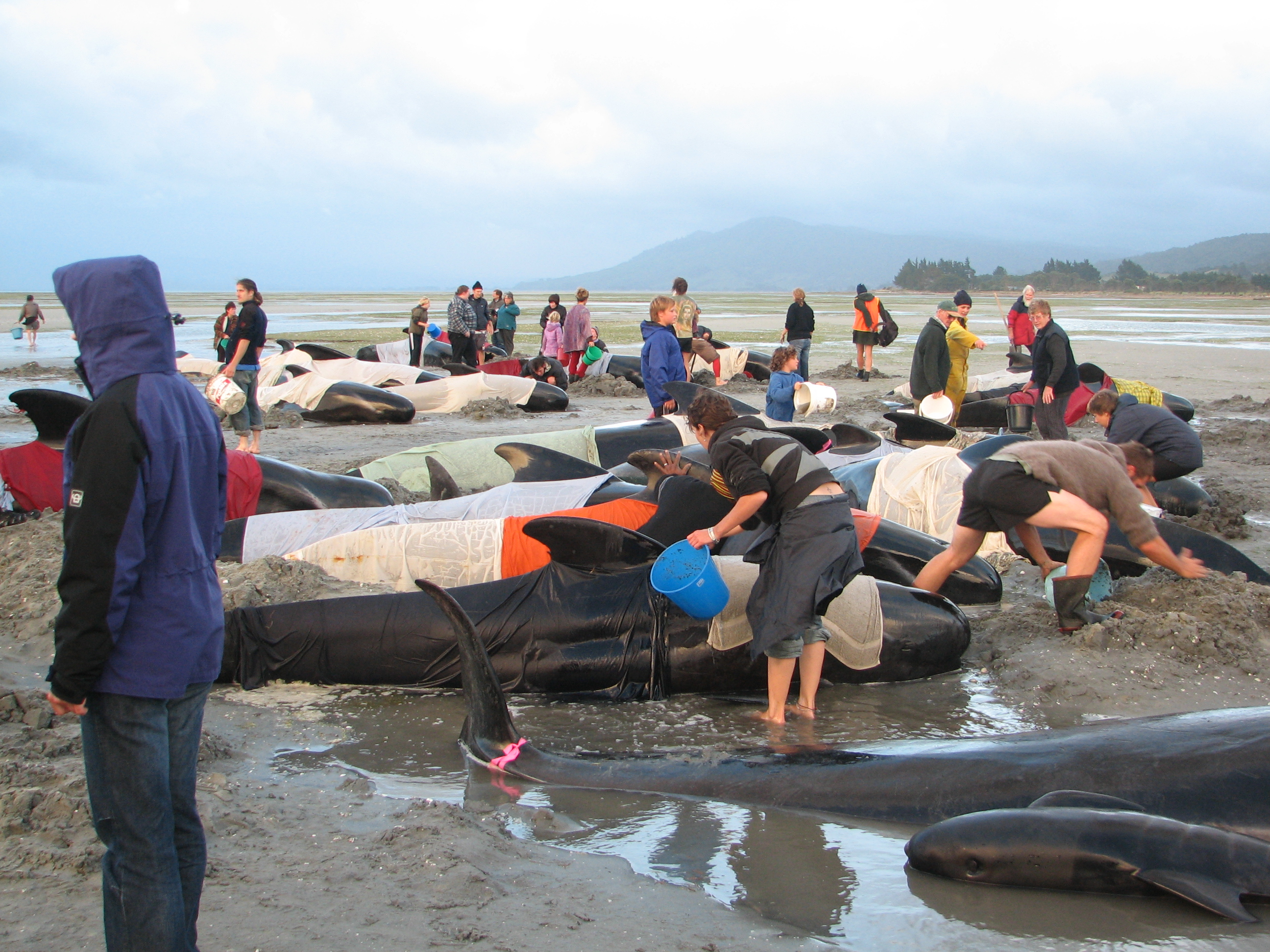
Aangespoelde walvissen in Nieuw-Zeeland.

Een walvisstranding is het individueel of groepsgewijs stranden van walvisachtigen (Cetacea) op kusten of soms in riviermondingen. De bekendste zijn strandingen van de bultrug, griend, bruinvis en de potvis. De oorzaken van walvisstrandingen zijn nog steeds onvoldoende opgehelderd. In sommige gevallen zijn de dieren al dood of zwaargewond en is er eerder sprake van aanspoelen.
Aan de Nederlandse Noordzeekust zijn het vooral bruinvissen die stranden, 98% van het totaal.
Mogelijke redenen voor strandingen zijn:
- toxische besmetting in de voedselketen
- parasitaire aantasting in de luchtwegen, hersenen of middenoor
- bacteriële of virale infecties
- paniekvlucht voor vijanden
- sterke sociale banden binnen een groep, waarbij alle individuen een gestrand dier volgen
- verstoring van de magnetische waarneming als gevolg van natuurlijke afwijkingen in het aardmagnetisch veld
- verdwalen bij het foerageren; verstoringen in het ecosysteem, zoals de opwarming van de Aarde, kunnen dit in de hand werken, doordat de dieren naar onbekende gebieden uitwijken[1]
- dolfijnen en tandwalvissen nemen obstakels waar met een sonarachtig systeem, maar in ondiepe, glooiende wateren zoals de Noordzee geeft dit geen duidelijk signaal[1]
- letsel, bijvoorbeeld door botsingen met een scheepsschroef of een bulbsteven; sommige walvissen worden honderden kilometers meegevoerd en zijn al dood voor ze aanspoelen[1]
- geluidsvervuiling onder water van watergeluid door scheepvaartverkeer, seismisch onderzoek en militaire sonar-experimenten

Sinds het einde van de zestiende eeuw zijn potvissen gestrand in de Noordzee. Deze traden met name op in de wintermaanden tussen november en februari in de periode van de mannelijke zuidmigratie.
Eenmaal gestrand, worden vooral grote walvissen verpletterd door hun eigen lichaamsgewicht als ze niet op tijd in het diepere water teruggezet kunnen worden. Bovendien is de regulering van de lichaamstemperatuur in een gestrande walvis onderbroken en bestaat er een risico op oververhitting of zelfs spontane ontploffing.